# Gare de Deventer
La gare de Deventer est la plus grande gare de la ville néerlandaise de Deventer. La gare est fréquentée par une moyenne de 20 547 personnes par jour en 2023. Il s’agit d’un nœud central du système de transport public local de la ville. Les trains régionaux et longue distance nationaux ainsi que le train transfrontalier Intercity de la gare de l'Est de Berlin à la gare centrale d'Amsterdam passent par la gare. La gare est inscrite comme monument national

## Histoire
La gare est inaugurée le 5 août 1865 avec la mise en service de la section Zutphen (de)–Deventer de la ligne d'État A (de) (Arnhem–Leeuwarden (de)),. En novembre 1887, la Compagnie royale des chemins de fer locaux néerlandais (nl) (KNLS) ouvre la ligne d'Apeldoorn-Deventer (de). Le trajet se termine initialement à la gare voisine de Deventer-Rijsterborgh. Seulement avec la mise en service du prolongement Deventer-Almelo (de), en septembre 1888, l'exploitant HIJSM construit une gare locale en face de la gare des chemins de fer d'État. La ligne vers Ommen, de la Compagnie ferroviaire locale de l'Overijssel Deventer-Ommen (nl) (OLDO), ouverte en 1910, commence à la gare SS

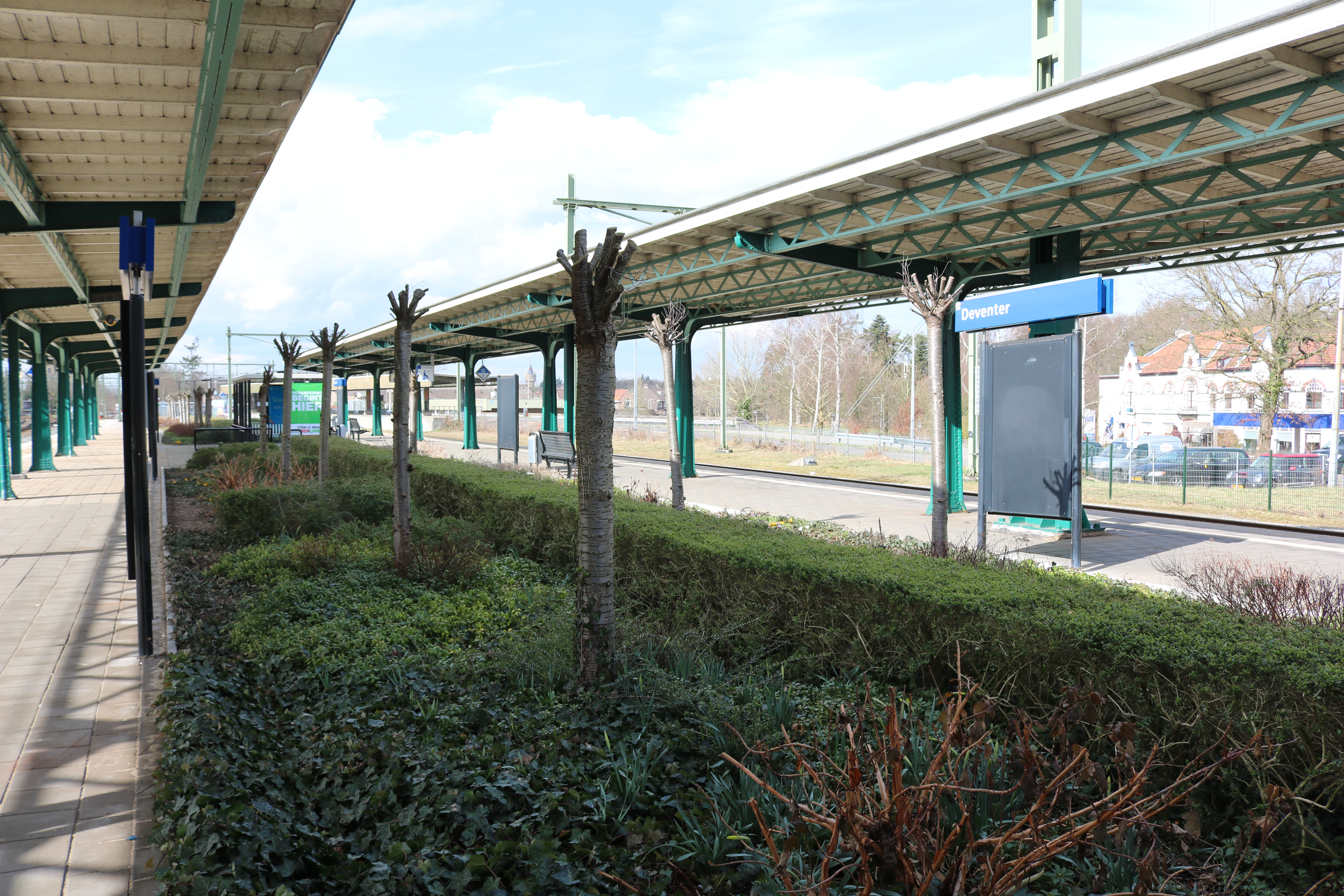
Voie ferrée terminale de la ligne Deventer-Ommen, 2018

Dans le cadre de la fusion des deux gares, le bâtiment de réception de la gare nationale est démoli en 1914 et un nouveau bâtiment est construit jusqu'en 1920. La gare commune est dotée d'un long quai central avec une voie de tête supplémentaire pour la ligne vers Ommen (nl) à l'extrémité ouest. Parallèlement, les installations ferroviaires sont rehaussées et une gare de marchandises est aménagée à l'Est de la gare

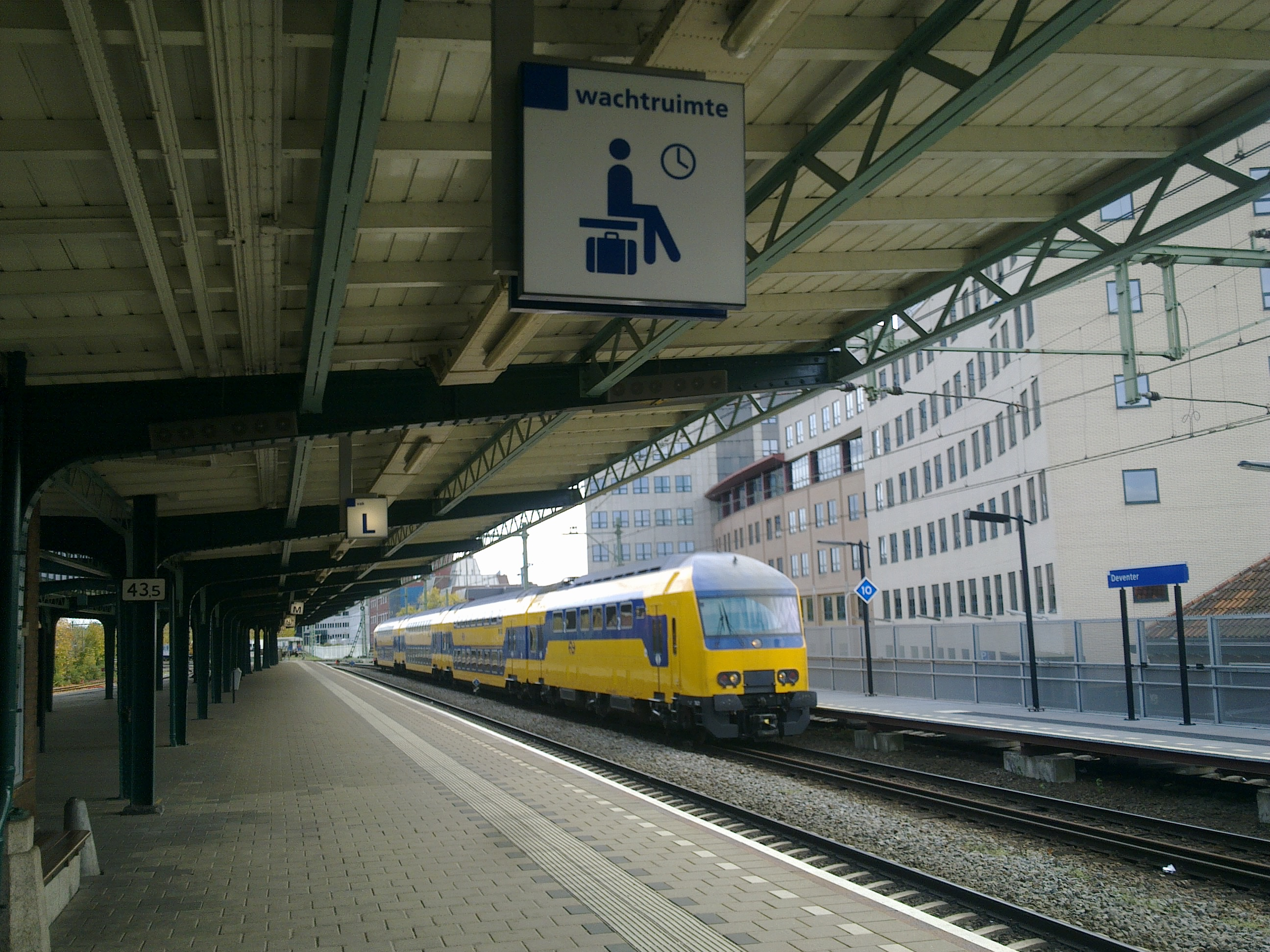
NS DDZ 7527 sur le quai temporaire de la voie 2, 2012

La liaison Est-Ouest Apeldoorn-Deventer-Almelo devient une importante ligne de transport longue distance vers l'Allemagne à la suite de la fusion des chemins de fer nationaux avec la HIJSM, qui aboutit à la fusion pour former la Nederlandse Spoorwegen en 1938. Dans les années 1920, la ligne est donc élargie à deux voies. En 1935, la ligne vers Ommen est fermée, la voie n'est plus utilisée aujourd'hui. Au début des années 1950, NS électrifie la ligne d'État A et l'ancienne ligne KNLS,
La gare n'étant accessible que par le quai central des voies 3/4, cela s'avère être un goulot d'étranglement. Afin d'augmenter la fréquence de la connexion IC au Randstad, la construction d'une plate-forme supplémentaire est nécessaire. En 2008, l'opérateur d'infrastructure ProRail construit un quai provisoire sur la voie 1, peu utilisée, avec un accès depuis la voie 2. En novembre 2012, les travaux débutent pour le nouveau quai permanent de la voie 1. Celui-ci dispose d'un accès direct au bâtiment d'accueil et est accessible aux personnes à mobilité réduite . Après le démontage de la structure temporaire, la nouvelle plateforme est inaugurée le 16 juin 2014

## Connexions

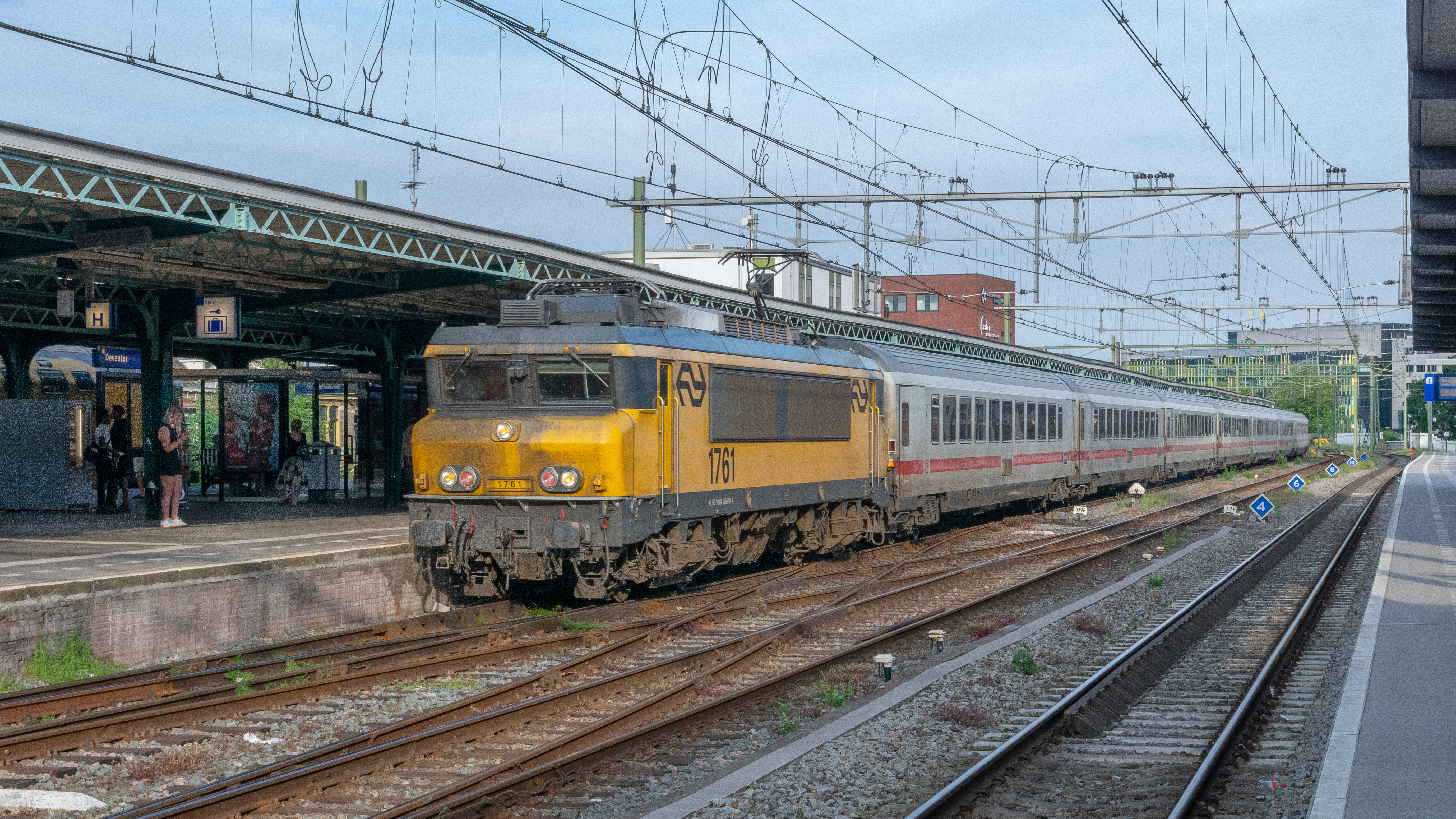
NS 1761 devant l'IC 142 de la gare de l'Est de Berlin à la gare centrale d'Amsterdam sur le quai 3, 2018

Les lignes suivantes fonctionnent dans l'horaire annuel 2022 :
| Série     | Type de train | Tracé de la ligne | Fréquence                                                   |
| --------- | ------------- | --- | ----------------------------------------------------------- |
| 140 / 240 | Intercity     | Gare centrale d'Amsterdam – Gare centrale d'Amersfoort – Apeldoorn – Deventer – Almelo (de) – Hengelo – Bad Bentheim – Rheine – Gare centrale d'Osnabrück – Minden (de) - Gare centrale de Hanovre – Gare centrale de Berlin – Berlin-Est | toutes les deux heures                                      |
| 1500      | Intercity     | Gare centrale d'Amsterdam – Hilversum – Gare centrale d'Amersfoort (– Deventer) | toutes les demi-heures/toutes les heures en heure de pointe |
| 1600      | Intercity     | Aéroport d'Amsterdam-Schiphol – Amersfoort – Apeldoorn – Deventer – Almelo – Hengelo – Enschede (de) à Amersfoort, correspondance de La Haye, Rotterdam et Utrecht                                                                        | toutes les heures                                           |
| 1700      | Intercity     | Gare centrale de La Haye – Gare centrale d'Utrecht – Amersfoort – Apeldoorn – Deventer – Almelo – Hengelo – Enschede à Amersfoort, correspondance de Schiphol et Rotterdam                                                                | toutes les heures                                           |
| 2000      | Intercity     | Gare centrale de La Haye – Gare centrale d'Utrecht – Amersfoort – Apeldoorn (– Deventer) | toutes les demi-heures                                      |
| 3600      | Intercity     | Zwolle – Deventer – Zutphen (de) – Arnhem – Nimègue (de) – Bois-le-Duc – Tilburg (de) – Bréda – Rosendael | toutes les demi-heures                                      |
| 7000      | Sprinter (de) | Apeldoorn – Deventer – Rijssen (nl) – Almelo (– Borne (nl) – Hengelo – Enschede) | toutes les demi-heures                                      |